# کانجانا سانگنگوئن
کانجانا سانگنگوئن (تایلندی: กาญจนา สังข์เงิน؛ زادهٔ ۲۱ سپتامبر ۱۹۸۶) بازیکن فوتبال اهل تایلند است.
وی همچنین در تیم‌های ملی فوتبال تیم ملی فوتبال زیر 20 سال زنان تایلند و زنان تایلند بازی کرده‌است.